# Guano (Ekwador)
Guano – miasto w Ekwadorze, w prowincji Chimborazo, stolica kantonu Guano.